# Ivo Pavić
Ivo Pavić (Hrvatska Tišina, 18. svibnja 1965.) hrvatski je katolički svećenik iz reda franjevaca.

## Životopis
Roden je 1965. u Hrvatskoj Tišini kraj Bosanskog Šamca gdje je pohađao srednju školu. Stupio je u postulaturu franjevačkog reda 1988. godine te u novicijat u Sarajevu 1989. godine. Nakon završetka novicijata i prve godine studija bio je za vrijeme rata tri godine u progonstvu u Samoboru i Austriji. Nadbiskup Vinko Puljić zaredio ga je za đakona 1996. te za svećenika 1997. godine u Sarajevu. Diplomirao je 2000. godine na Franjevačkoj teologiji u Sarajevu. Službovao je kao župni vikar u Rumbocima, Uskoplju, Tuzli i Tolisi.
U Rimu je studirao od 2005. do 2009. godine. Na Institutu za duhovnost Papinskog sveučilišta Gregoriana u Rimu magistrirao je 2007. na temu „Ozdravljenje po molitvi”. Po povratku je, 2009. godine, imenovan župnikom župe Šurkovac. Godine 2011. obranio je doktorat na temu: „Il Battesimo nello Spirito Santo nella Chiesa con riferimento particolare al contesto della Croazia e Bosnia ed Erzegovina” (Krštenje u Duhu Svetom u Crkvi s posebnim osvrtom na kontekst u Hrvatskoj i Bosni i Hercegovini).

## Djela
- „Žedan sam” (2005., 2006.)
- „Molitvom do zdravlja” (Zagreb, 2008.)
- „Put do odgovora” (Osijek, 2009.)[1]

### Mrežna sjedišta
- Župnik dr. sc. fra Ivo Pavić, OFM. Župa Šurkovac. Pristupljeno 10. srpnja 2024.